# Религија у Босни и Херцеговини
Религија у БиХ (2013)
Најраширенија религија у Босни и Херцеговини је ислам. Бошњаци се углавном повезују са исламом, босански Хрвати са Римокатоличком црквом, а босански Срби са Српском православном црквом. Државни устав Босне и Херцеговине (БиХ) и ентитетски устави Федерације Босне и Херцеговине и Републике Српске предвиђају слободу вјероисповести, а Влада генерално поштује ово право у етнички интегрисаним подручјима или у подручјима где су државни службеници већинска религија.

## Религијска демографија
Према последњем попису становништва, спроведеном 2013. године и чији су резултати објављени 2016. године, муслимани данас чине 50,70% становништва; Хришћани, и католици и православци, чине 45,94%. Јеврејска заједница има око 1.000 верника и одржава историјско место у друштву захваљујући вековном суживоту са другим верским заједницама и активној улози у посредовању међу тим заједницама.

## Већинске религије

### Ислам
Ислам је највећа религија у Босни и Херцеговини која чини половину становништва ове нације. Први муслимани су документовани крајем 14. века, иако се ислам почео ширити у 15. веку. Осам муфтија налази се у главним општинама: Сарајево, Бихаћ, Травник, Тузла, Горажде, Зеница, Мостар и Бања Лука. Конзервативније исламске заједнице у Босни налазе се у градовима као што су Травник, Завидовићи, Тешањ, Маглај, Бугојно и Зеница. 45% херцеговачких и босанских муслимана себе је описало као сунитске муслимане, док је 47% себе описало само као муслимане. Међутим, 7% муслимана је или одбило да одговори којој муслиманској грани припада, рекло је да не припада ниједном муслиманском огранку или је рекло да не зна.

### Хришћанство

#### Православље
Православље је друга по величини религија у Босни и Херцеговини и чини око четвртину становништва ове нације. Углавном га прати српско становништво у земљи. Православље се углавном налази у мањем ентитету Република Српска (у северној и источној Босни).

#### Католичанство
Католичка црква у Босни и Херцеговини је трећа по величини религија у Босни и Херцеговини и чини око осмину становништва нације. Католичанство углавном прати хрватско становништво које углавном живи у западној Херцеговини.

## Мањинске религије

### Бахаи вера
Током међуратног периода између светских ратова, када је Босна и Херцеговина постала део Краљевине Југославије, неколико припадника југословенске краљевске породице имало је контакт са истакнутим припадницима Бахаи вере. У јулу 1938. умрла је Марија од Единбурга, припадница религије  и краљица Румуније. Њеној ћерки Марији, тадашњој краљици Југославије, пренета је порука саучешћа, у име свих Бахаи заједница на истоку и западу, на шта је она одговорила изражавајући „искрену захвалност свим Бахаулаовим следбеницима“.

### Хиндуизам
Хиндуизам је мањинска вера у Босни и Херцеговини, коју углавном представља Харе Кришна. У бившој Југославији је вера била присутна од 1970-их, а у Босни и Херцеговини постоји од 1988. године. Званично је регистрована као верска заједница 2005. године. У Сарајеву постоји организована заједница, а има чланова иу другим градовима. Заједница има око 300  -500  чланова у земљи.

## Статус верских слобода
Државни устав предвиђа слободу вероисповести; међутим, поштовање верских слобода је опало због селективне законске примене и равнодушности неких владиних званичника, што је омогућило друштвено насиље и претњу насиљем да ограниче могућност обожавања присталица верских група у областима у којима су оне у мањини.
Државни устав штити права три главне етничке групе (Бошњаци, Срби и Хрвати) и три највеће верске заједнице, обезбеђујући пропорционалну заступљеност за сваку групу у влади и оружаним снагама. Као резултат структуре власти створене Дејтонским споразумом, посланичка мјеста и већина позиција у влади дијеле се посебно припадницима три „конститутивна народа“.
Влада БиХ на државном нивоу званично не признаје ниједан верски празник као службени празник, а Парламент се и даље не слаже око државног закона о државним празницима. Ентитетске и кантоналне власти рутински признају верске празнике које славе припадници већинске религије на том подручју, а владине и јавне службе су тих дана затворене. У мају 2007. Уставни суд РС одбацио је вето Бошњака у Вијећу народа РС у вези са виталним националним интересом, чиме је омогућио Народној скупштини РС да донесе Закон о празницима у РС, који укључује обележавање Дана РС 9. јануара. Локално слављени дани укључују православни Ускрс и Божић у РС, католички Ускрс и Божић у Херцеговини, те Курбан Бајрам и Рамазански Бајрам у Сарајеву и средњој Босни.